# Dissidència
Dissidència és un desacord parcial o total amb l'ordre establert en la societat o en algun dels seus àmbits. Amb freqüència s'utilitza aquest terme de manera col·lectiva, per definir el conjunt de persones dissidents amb una societat determinada o algun dels seus àmbits, encara que no ho facin necessàriament des del mateix punt de vista i, per tant, no constituïxen una força homogènia. El conjunt de persones que compartixen aquesta visió crítica se sol denominar dissidència, encara que ho facin des de diferents perspectives.
En temps moderns, s'ha utilitzat aquest terme sobretot per referir-se als qui, per motius de consciència, assumint desavantatges o fins i tot persecució, han alçat la seva veu des de dins de països dominats per règims totalitaris, dictatorials o opressors o que no permetien el desenvolupament de certes minories. En efecte, molts d'ells han patit la pèrdua del seu lloc professional, la presó o l'internament en camps de concentració o en unitats psiquiàtriques, l'exili, l'assassinat o fins i tot la tortura. En alguns casos es tracta de persones que van donar suport al règim totalitari, fins i tot si eren membres del partit que els sustentava i després se'n van apartar.

## Dissidents famosos

### De la Unió Soviètica
- Anna Akhmàtova
- Andrei Amalrik
- Ielena Bónner
- Vladímir Bukovski
- Pàvel Florenski
- Lev Kópelev
- Víktor Kortxnoi
- Eduard Limónov
- Nadejda Mandelstam
- Óssip Mandelxtam
- Bulat Okudjava
- Anatoli Pristavkin
- Andrei Sàkharov
- Aleksandr Soljenitsin

### D'altres països comunistes
- Lothar Alisch (RDA)
- Rudolf Bahro (RDA)
- Jurek Becker (RDA)
- Wolf Biermann (RDA)
- Bärbel Bohley (RDA)
- Carta 77 (Txecoslovàquia)
- Jiří Dienstbier (Txecoslovàquia)
- Rainer Eppelmann (RDA)
- Jürgen Fuchs (RDA)
- Swiad Gamsachurdia (Geòrgia)
- Václav Havel (Txecoslovàquia)
- Robert Havemann (RDA)
- Rolf Henrich (RDA)
- Stefan Heym (RDA)
- Werner Ihmels (RDA)
- Anna Kéthly (Hongria)
- Freya Klier (RDA)
- Pavel Kohout (Txecoslovàquia)
- Merab Kostawa (RDA)
- Stephan Krawczyk (RDA)
- Reiner Kunze (RDA)
- Ladislav Hejdánek (Txecoslovàquia)
- Milan Machovec (Txecoslovàquia)
- Pál Maléter (Hongria)
- Georgui Markov (Bulgària)
- Adam Michnik (Polònia)
- Radim Palouš (Txecoslovàquia)
- Jan Patočka (Txecoslovàquia)
- Lutz Rathenow (RDA)
- Reginald Rudorf (RDA)
- Jaroslav Seifert (Txecoslovàquia)
- Tivadar Soros (Hongria)
- László Tőkés (Romania)
- Lech Wałęsa (Polònia
- Gerhard Zwerenz (RDA)

### De la Xina
- Xen Guangcheng
- Xen Xiaoming
- Fang Lizhi
- Fu Xiancai
- Hu Jia
- Wei Jingsheng
- Harry Wu
- Ye Guozhu
- Yu Dongyue
- Zeng Jinyan
- Zhang Xueliang
- Mares de Tiananmen
- Moviment Democràtic de la Xina
- Ai Weiwei

### DeSud-àfrica, en temps de l'apartheid
- Nelson Mandela
- Winnie Mandela
- Desmond Tutu

### De països musulmans
- Hashem Aghajari (Iran)
- Sa'ad Al-Faqih (Aràbia Saudita)
- Chahla Chafiq-Beski (Iran)
- Akbar Ganji (Iran)
- Faradsch Sarkuhi (Iran)
- Zouhair Yahyaoui (Tunísia)

### De Cuba
- Nelson Alberto Aguiar Ramírez
- Pedro Pablo Álvarez
- Gustavo Arcos
- Reinaldo Arenas
- Óscar Elías Biscet
- Francisco Chaviano
- Dames de Blanc
- Jesús Escandell
- Juan Adolfo Fernandez Sainz
- Alejandro González Raga
- Oswaldo Payá Sardiñas
- Omar Pernet
- José Gabriel Ramón Castillo
- Raúl Rivero
- Vladimiro Roca
- Armando Valladares

### De Rússia i altres països postcomunistes
- Larissa Arap
- Associació Belarussa de Periodistes
- Aleksandr Litvinenko
- Aleksandr Milinkevitx (Belarús)
- Anna Politkóvskaia

### D'altres països
- Tulio Álvarez (Veneçuela)
- Xanana Gusmão (Timor Oriental)
- Gregoris Lambrakis (Grècia)
- Salih Mahmoud Mohammed Osman (Sudan)
- Aung San Suu Kyi (Birmània)
- Carlos Felipe Ximenes Belo (Timor Oriental)
- Leyla Zana (Turquia)
- Kanguro Barra Los Cruzados (Xile)